# عملية فوستشلاغ
عملية فاوستشلاغ (حرفيًا "عملية لكمة القبضة")، والمعروفة أيضًا باسم حرب الأحد عشر يومًا،   كانت هجومًا شنته قوى المركز في الحرب العالمية الأولى. وكان آخر هجوم كبير على الجبهة الشرقية.
لم تتمكن القوات الروسية من إبداء أي مقاومة جادة بسبب اضطرابات الثورة الروسية والحرب الأهلية الروسية التي تلتها. وبالتالي، استولت جيوش المركز على مساحات شاسعة في إستونيا ولاتفيا وبيلاروسيا وأوكرانيا، مما أجبر الحكومة البلشفية في روسيا على توقيع معاهدة بريست ليتوفسك.

## خلفية
بعد أن أطاحت ثورة فبراير (مارس 1917) بالملكية القيصرية للإمبراطورية الروسية، تحول الجيش الإمبراطوري الروسي إلى الجيش الروسي. وبينما تعهدت الحكومة الروسية المؤقتة ومجلس بتروغراد السوفيتي بمواصلة الحرب، بذلت جهودًا لإضفاء الطابع الإنساني على هيكل قيادتها وإضفاء الطابع الديمقراطي عليه من التسلسل الهرمي القيصري الفاسد بشكل سيئ السمعة، إلى هيكل يؤسس سلطة الضباط على دعم قواتهم، ولن يتسامح بعد الآن مع إساءة استخدام السلطة. وعلى وجه الخصوص، اقترح أمر مجلس بتروغراد السوفيتي رقم 1 معاملة أكثر مساواة بين الجنود والضباط من جميع الرتب، وانتخاب ممثلين لمجلس بتروغراد السوفيتي، مع الحفاظ على هيكل قيادة هرمي وتابع عسكري. وعلى الرغم من فرار بعض الضباط القيصريين خلال ثورة فبراير، أو قمع تمردات الجنود المرؤوسين لهم، فقد تم الحفاظ على النظام بشكل عام.
شن الجيش الروسي ما بعد الإمبراطورية هجوم كيرينسكي في يوليو 1917، لكنه أسفر عن هزيمة. وقد أدى ذلك إلى إضعاف الجيش بشكل أكبر وتغذية عدم الثقة في الحكومة المؤقتة بقيادة ألكسندر كيرينسكي، ولكن تم قمع احتجاجات البلاشفة المناهضة لكيرينسكي في أيام يوليو في بتروغراد وكذلك انتفاضة بولوبوتكيفتسي في كييف بنجاح. عززت حكومة كيرينسكي ومجلس بتروغراد السوفيتي النظام السياسي المحلي بإعلان الجمهورية الروسية في 1 سبتمبر 1917، وبالتالي إلغاء الإمبراطورية الروسية نهائيًا، بالإضافة إلى إحباط قضية كورنيلوف. في هذه الأثناء، كان المجلس المركزي يكتسب نفوذاً في أوكرانيا، ويتفاوض مع الحكومة المؤقتة الروسية من أجل أوكرانيا المستقلة داخل روسيا، وهي مطالب اعترفت بها حكومة كيرينسكي جزئيًا ولكن لم تعترف بها بالكامل بعد (على سبيل المثال، اعترف بالأمانة العامة لأوكرانيا في 13 يوليو 1917).
في 7 نوفمبر 1917، خلال ثورة أكتوبر، استولى البلاشفة من سوفييت بتروجراد على السلطة في الجمهورية الروسية، وحولوا المناطق الخاضعة لسيطرتهم بسرعة إلى جمهورية روسيا الاتحادية الاشتراكية السوفيتية (المعروفة باسم روسيا السوفيتية)، وأعلنوا انسحاب "روسيا السوفيتية" من الحرب. في هذه الأثناء، وخلال انتفاضة كييف البلشفية (8-13 نوفمبر 1917، التي أشعلت فتيل الحرب الأوكرانية السوفيتية)، طرد المجلس المركزي والقوات البلشفية المنطقة العسكرية التابعة للحكومة الروسية المؤقتة في كييف وأعلن المجلس المركزي جمهورية أوكرانيا الشعبية المستقلة في 20 نوفمبر 1917، التي ستتمتع بسلطة عليا داخل أوكرانيا حتى استعادة النظام في الجمهورية الروسية (وهو ما لم يتحقق أبدًا).
بدأت المحادثات بين الحكومة السوفيتية الروسية الجديدة بقيادة البلاشفة والقوى المركزية في بريست ليتوفسك في 3 ديسمبر 1917، وفي اليوم السابع عشر دخل وقف إطلاق النار حيز التنفيذ. وسرعان ما تلت ذلك محادثات السلام التي بدأت في 22 ديسمبر.  ومع بدء المفاوضات، قدمت قوى المركز مطالب للأراضي التي احتلتها خلال الفترة 1914-1916، بما في ذلك بولندا وليتوانيا وغرب لاتفيا. قرر البلاشفة عدم قبول هذه الشروط وانسحبوا بدلاً من ذلك من المفاوضات، مما أدى في النهاية إلى انهيار وقف إطلاق النار.  كان ليون تروتسكي، رئيس الوفد السوفيتي الروسي، يأمل في تأجيل المحادثات حتى تحدث ثورة داخل ألمانيا، مما سيجبرهم على الخروج من الحرب. 
في غضون ذلك، في 17 ديسمبر، طالب البلاشفة الكييفيون المجلس المركزي الأوكراني بالاعتراف بالحكومة السوفيتية الجديدة في روسيا، لكن المجلس رفض، فاندلع الصراع بينهما. فرّ البلاشفة من كييف، وأعادوا تنظيم صفوفهم في خاركوف (شرق أوكرانيا)، وأنشأوا جمهورية السوفييت الشعبية الأوكرانية هناك في 24 ديسمبر 1917، التابعة لجمهورية روسيا الاتحادية الاشتراكية السوفيتية. حاول المجلس استعادة السيطرة بسرعة، لكنه اضطر إلى التخلي عن خاركوف (19 ديسمبر 1917 - 10 يناير 1918). في الفترة ما بين 25 ديسمبر 1917، دُعيت جمهورية أوكرانيا الشعبية المتمركزة في كييف للانضمام إلى محادثات السلام، وأرسلت ممثليها إلى بريست ليتوفسك للتفاوض على استقلال أوكرانيا. وفي الفترة من 10 إلى 12 يناير 1918، اعترفت القوى المركزية بالوفد الأوكراني في محادثات بريست كمبعوث مستقل ومفوض لإجراء المفاوضات نيابةً عن جمهورية أوكرانيا الشعبية. وفي 22 يناير 1918، صوّتت أغلبية ساحقة من أعضاء المجلس المركزي لصالح استقلال أوكرانيا، الذي أُعلن لاحقًا في الاجتماع العالمي الرابع للمجلس المركزي الأوكراني.
كان تروتسكي أبرز مؤيدي سياسة "لا حرب ولا سلام"، وفي 28 يناير 1918 أعلن أن روسيا السوفيتية اعتبرت الحرب منتهية.  كان هذا غير مقبول للألمان، الذين كانوا ينقلون القوات بالفعل إلى الجبهة الغربية. وبينما كانت المفاوضات جارية، أشرف القائد العام السوفيتي نيكولاي كريلينكو على تسريح الجيش الروسي وإضفاء الطابع الديمقراطي عليه، حيث قدم قادة منتخبين، وأنهى جميع الرتب، وأرسل القوات إلى الوطن. في 29 يناير، أمر كريلينكو بتسريح الجيش بأكمله.  وفي اليوم نفسه، هُزمت القوات البلشفية التي كانت تتقدم نحو كييف على يد القوات الأوكرانية الشعبية في معركة كروتي، بينما قمعت القوات الأوكرانية انتفاضة يناير في ترسانة كييف البلشفية في 4 فبراير. ومع ذلك، غزا البلاشفة كييف في 8 فبراير 1918، مما أجبر الرادا على الخروج من عاصمة أوكرانيا والنظر في دعوة القوى المركزية للتدخل. استجاب رئيس الأركان الألماني الجنرال ماكس هوفمان بتوقيع معاهدة السلام مع جمهورية أوكرنيا الشعبية في 9 فبراير، وأعلن انتهاء وقف إطلاق النار مع روسيا السوفيتية في غضون يومين في 17 فبراير، مما أدى إلى استئناف الأعمال العدائية.  كانت السلطات الألمانية والنمساوية المجرية سعيدة بقبول دعوة المجلس المركزي اليائس لاحتلال أوكرانيا، وتأمين الإمدادات الغذائية لجيوشها وسكانها، مع حماية جمهورية أوكرانيا الشعبية ضد القوات البلشفية المتقدمة لروسيا السوفيتية.

## هجوم

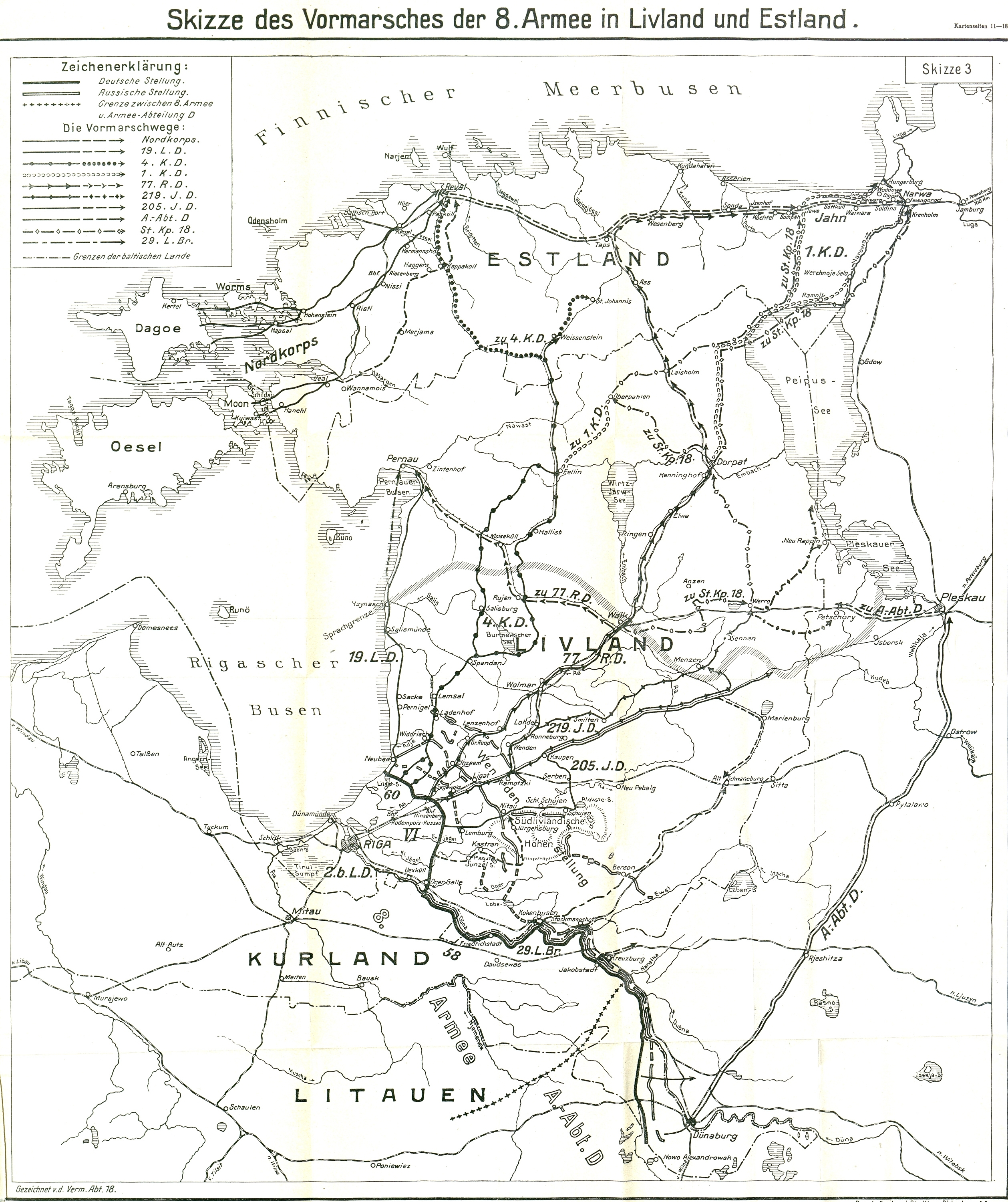
الهجوم الألماني في ليفونيا وإستونيا.

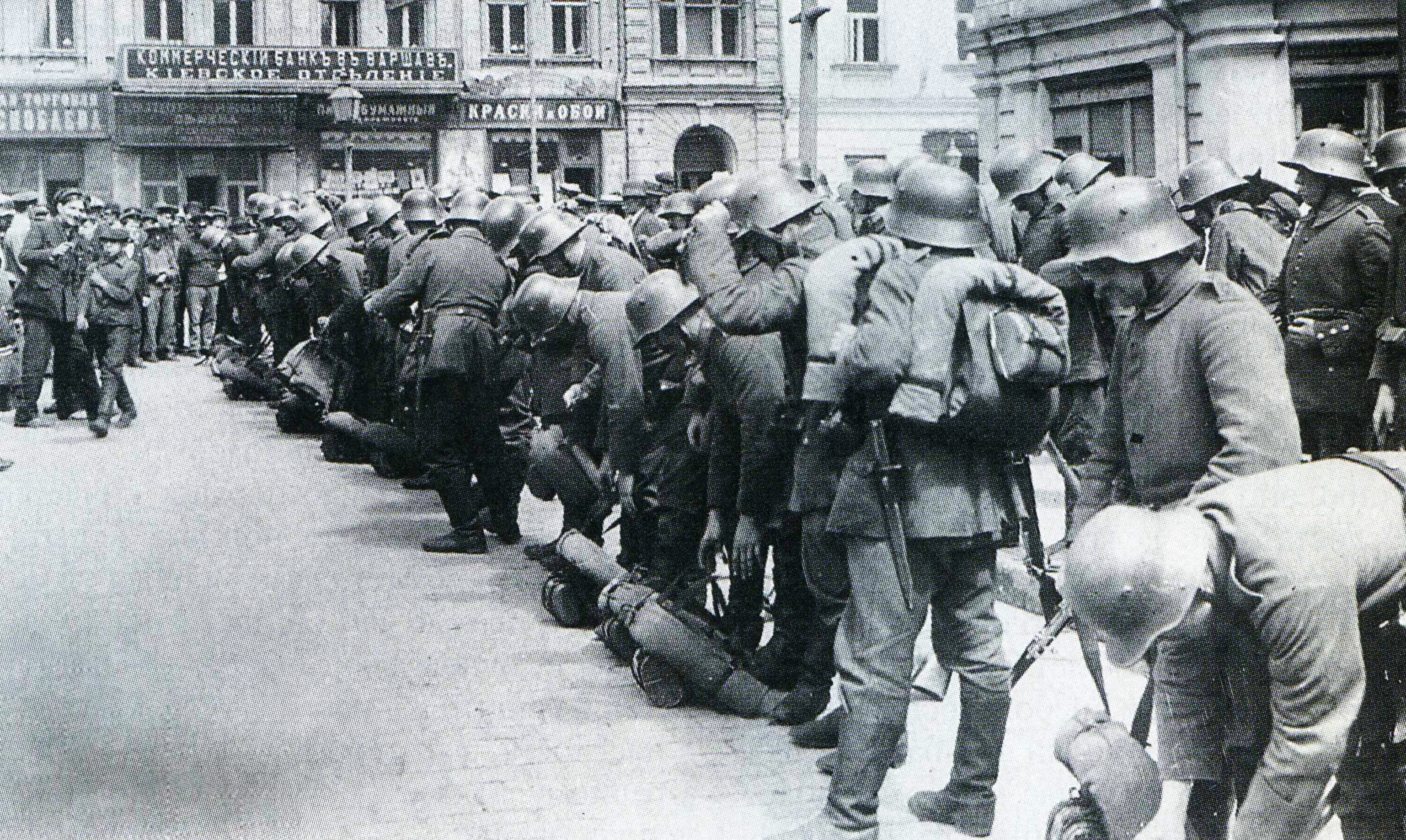
القوات الألمانية في كييف، مارس 1918.

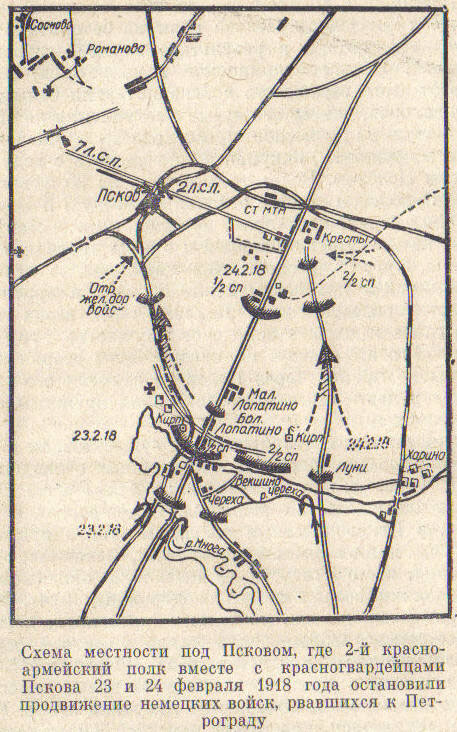
مخطط لمنطقة القتال للفوج الأحمر الثاني، 23-24 فبراير 1918؛ بالقرب من نارفا وبسكوف

في 18 فبراير، شنّت القوات الألمانية والنمساوية المجرية هجومًا ثلاثيًا كبيرًا ضد السوفييت بمشاركة 53 فرقة. تقدمت القوة الشمالية من بسكوف باتجاه نارفا، بينما تقدمت القوة المركزية نحو سمولينسك، والقوة الجنوبية نحو كييف. 
استولت القوة الشمالية، المكونة من 16 فرقة، على تقاطع دوجافبيلس الرئيسي في اليوم الأول.  تبع ذلك قريبًا الاستيلاء على بسكوف وتأمين نارفا في 28 فبراير.  دخل الفوج الثاني من الجيش الأحمر المعركة لأول مرة مع القوات الألمانية في 23 فبراير في تشيريكا ومنوجا، مما أوقف التقدم الألماني مؤقتًا حتى 24 عندما أُجبر الفوج على التراجع. بحلول اليوم الرابع والعشرين، كان القتال يدور بالفعل في ضواحي بسكوف. في اليوم الخامس والعشرين، شق رجال البنادق اللاتفيون المنسحبون طريقهم إلى المعركة من لاتفيا وبدأوا في تعزيز المواقع الروسية في ليوباتوفو. في اليوم الثامن والعشرين، انتهت المعركة أخيرًا بالاستيلاء على بسكوف بالكامل. 
أبدت القوات الحمراء مقاومة شديدة للقوات الألمانية المتقدمة.  وتمكنوا من قتل 30 ضابطًا ألمانيًا و34 ضابط صف ألمانيًا و206 جنديًا ألمانيًا عندما أطلقوا قذيفتين على عبوة بيروكسيلين في محطة سكة حديد ألمانية محتلة.
تقدمت القوات المركزية للجيش العاشر والفيلق الحادي والأربعين نحو سمولينسك.  في 21 فبراير، تم الاستيلاء على مينسك مع مقر مجموعة الجيوش الغربية.  اخترقت القوات الجنوبية بقايا مجموعة الجيوش الجنوبية الغربية الروسية، واستولت على جيتومير في 24 فبراير. تم تأمين كييف في 2 مارس، بعد يوم واحد من وصول قوات المجلس المركزي الأوكراني إليها. 
تقدمت جيوش القوى المركزية أكثر من 150 ميل (240 كـم) خلال أسبوع، دون مواجهة أي مقاومة سوفيتية جادة. أصبحت القوات الألمانية الآن على بعد 100 ميل (160 كـم) من بتروجراد، مما أجبر السوفييت على نقل عاصمتهم إلى موسكو.  وُصف التقدم السريع بأنه "حرب سكك حديدية" (der Eisenbahnfeldzug) حيث استخدم الجنود الألمان السكك الحديدية الروسية للتقدم شرقًا.  كتب هوفمان في مذكراته في 22 فبراير:
إنها أطرف حرب شهدتها في حياتي. نضع حفنة من جنود المشاة مدججين بالرشاشات ومدفع واحد على متن قطار، وندفعهم مسرعين إلى المحطة التالية؛ فيستولون عليها، ويأسرون البلاشفة، ويجمعون بضعة جنود آخرين، وهكذا. على أي حال، لهذه العملية سحرها الخاص.  

### التأثير السياسي
مع استمرار الهجوم الألماني، عاد تروتسكي إلى بتروغراد. فضّلت معظم القيادة مواصلة الحرب، رغم أن روسيا لم تكن في وضع يسمح لها بذلك، نظرًا لتدمير جيشها.  عند هذه النقطة، تدخل لينين لدفع القيادة السوفيتية إلى قبول الشروط الألمانية، التي أصبحت أكثر صرامة. وقد حظي بدعم شيوعيين بارزين آخرين، منهم كامينيف وزينوفييف وستالين. 
بعد جلسة عاصفة لمجلس لينين الحاكم، والتي وصل فيها لينين إلى حد التهديد بالاستقالة، حصل على 116 صوتًا مقابل 85 صوتًا لصالح الشروط الألمانية الجديدة. وكانت نتيجة التصويت في اللجنة المركزية أقرب، سبعة أصوات مؤيدة وستة معارضة.  في النهاية، غيّر تروتسكي تصويته، وقُبلت الشروط الألمانية؛  وفي 3 مارس، وقّع البلاشفة معاهدة بريست ليتوفسك. 
في الرابع والعشرين من فبراير، أي قبل يوم واحد من وصول القوات الألمانية إلى تالين، أعلنت لجنة الإنقاذ الإستونية استقلال إستونيا. رفضت سلطات الاحتلال الألمانية الاعتراف بالحكومة الإستونية، وتولى الألمان مناصب السلطة. 

## العواقب

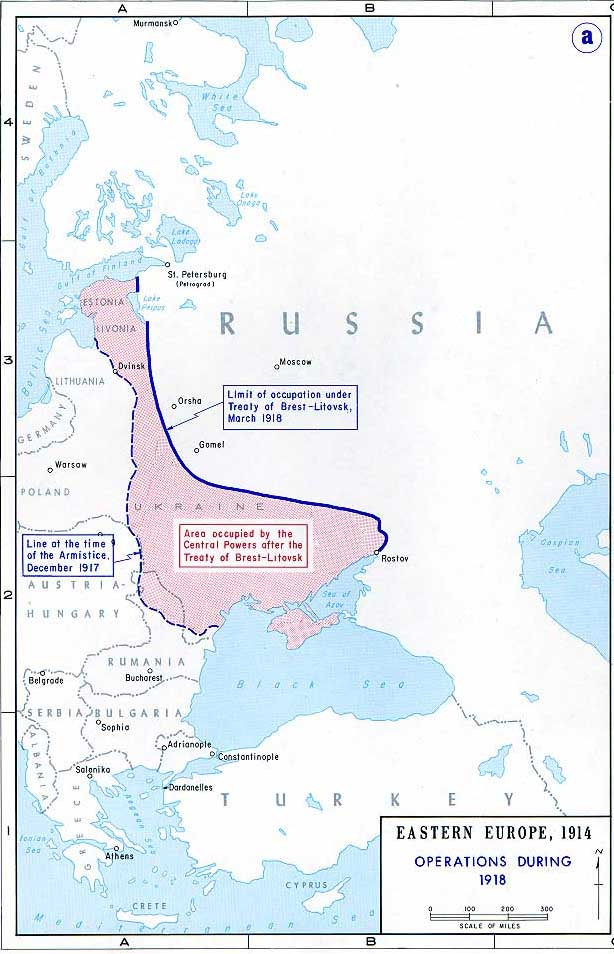
الأراضي التي احتلتها قوى المركز قبل وبعد معاهدة بريست ليتوفسك.

لم يُنهي استسلام البلاشفة في 3 مارس 1918 سوى التقدم على طول خط يمتد من نارفا إلى شمال أوكرانيا، إذ تنازلت الحكومة السوفيتية بموجب معاهدة بريست ليتوفسك عن جميع حقوقها في المنطقة الجنوبية الغربية من الإمبراطورية الروسية السابقة. وخلال الأشهر القليلة التالية، تقدمت قوى المركز الجنوبية لمسافة تزيد عن 500 ميل (800 كـم) أبعد من ذلك، والاستيلاء على كامل أوكرانيا وبعض الأراضي خارجها. 
استمرت العمليات الألمانية أيضًا في القوقاز وفنلندا، حيث ساعدت ألمانيا القوات الفنلندية البيضاء في الحرب الأهلية الفنلندية.  وبموجب المعاهدة، أُزيلت جميع القواعد البحرية الروسية في بحر البلطيق باستثناء كرونشتادت، وكان من المقرر نزع سلاح سفن أسطول البحر الأسود الروسي في أوديسا واحتجازها. كما وافق البلاشفة على العودة الفورية لـ 630 ألف أسير حرب نمساوي. 
بموجب معاهدة بريست ليتوفسك، تخلت روسيا السوفيتية عن إستونيا ولاتفيا وليتوانيا وبولندا وبيلاروسيا وأوكرانيا، مما مكّن تلك الأراضي من التطور بشكل مستقل عن النفوذ الروسي. كانت نية ألمانيا تحويل هذه الأراضي إلى أراضٍ تابعة سياسيًا وإقليميًا، لكن هذه الخطة انهارت بهزيمة ألمانيا نفسها في غضون عام.  بعد استسلام ألمانيا، حاول السوفييت استعادة الأراضي المفقودة. نجحوا في بعض المناطق مثل أوكرانيا وبيلاروسيا والقوقاز، لكنهم اضطروا إلى الاعتراف باستقلال دول البلطيق وفنلندا وبولندا. 
في أوكرانيا، سيطر جيش الشعب الأوكراني على حوض دونيتس في أبريل 1918.  وفي الشهر نفسه، تم تطهير شبه جزيرة القرم أيضًا من البلاشفة من قبل القوات الأوكرانية والجيش الإمبراطوري الألماني.  في 13 مارس 1918، قامت القوات الأوكرانية والجيش النمساوي المجري بتأمين أوديسا.  في 5 أبريل 1918، سيطر الجيش الألماني على يكاترينوسلاف، وبعد ثلاثة أيام خاركوف. كانت الانتصارات الألمانية/النمساوية المجرية في أوكرانيا بسبب لامبالاة السكان المحليين ومهارات القتال المتدنية لقوات البلاشفة مقارنة بنظرائهم النمساويين المجريين والألمان. 
في ظل الحكومة البلشفية، عزز لينين سلطته؛ إلا أنه، خوفًا من احتمال تجدد التهديد الألماني على طول بحر البلطيق، نقل العاصمة من بتروغراد إلى موسكو في 12 مارس. أصبحت النقاشات أكثر تحفظًا، ولم يواجه بعد ذلك تحديًا قويًا كما واجه بشأن معاهدة بريست ليتوفسك. 